# Eastern Massachusetts Street Railway
Die Eastern Massachusetts Street Railway (Eastern Mass) war eine Straßenbahn- und später Busgesellschaft im östlichen Teil des Bundesstaats Massachusetts der Vereinigten Staaten, welche die meisten Vororte von Boston miteinander verband.

## Geschichte
Die Eastern Mass wurde 1892 mit der Aufnahme des Betriebs einer Strecke von Reading nach Billerica gegründet. Ab 1895 wurde eine Linie eingesetzt, die auf ihrer Route von und nach Woburn auch durch Wilmington fuhr. Die Straßenbahnen waren eine sehr beliebte Form der Fortbewegung für die Stadtbevölkerung, die in Woburn und Wilmington arbeiteten oder dort ihre Freizeit verbringen wollten. Aufgrund ihres verzweigten Netzes hatte die Gesellschaft viele Anbindungen an die Boston Elevated Railway.
Im Jahr 1919 integrierte die Eastern Mass die Bay State Street Railway, die ihrerseits seit 1911 im Bostoner Umfeld aktiv war und die Geschäfte der Boston & Northern Street Railway übernommen hatte.
In den 1930er und 1940er Jahren verloren die Straßenbahnen jedoch im Zuge der wachsenden Automobilindustrie und verbesserten Straßenanbindungen an Zuspruch. Die Eastern Mass setzte daraufhin vermehrt Busse ein und führte nur wenige ihrer Straßenbahnlinien fort, diese wurden aber 1952 endgültig stillgelegt und durch Busse ersetzt.
Die Eastern Mass wurde 1968 an die Massachusetts Bay Transportation Authority (MBTA) verkauft, welche die Buslinien übernahm und zum größten Teil noch heute betreibt. Strecken außerhalb des Einzugsgebiets der MBTA wurden an die Brockton Area Transit Authority, Merrimac Valley Regional Transit Authority und Lowell Regional Transit Authority übertragen.
Ein Wagen der Eastern Mass mit der Nummer 4387 ist im Seashore Trolley Museum in Kennebunkport zu sehen.